# غابي أهرينس
غابي أهرينس (بالإنجليزية: Gaby Ahrens) هي لاعبة رماية ناميبية، ولدت في 15 مارس 1981 في ويندهوك في ناميبيا.

## وصلات خارجية
- غابي أهرينس على موقع الاتحاد الدولي (الإنجليزية)
- غابي أهرينس على موقع اللجنة الأولمبية الدولية (الإنجليزية)
- غابي أهرينس على موقع أوليمبيديا (الإنجليزية)
- غابي أهرينس على موقع اتحاد ألعاب الكومنولث (مؤرشف) (الإنجليزية)
- غابي أهرينس على موقع دورة ألعاب الكومنولث 2006 (مؤرشف) (الإنجليزية)